# Морганьи, Манлио
Манлио Морганьи (итал. Manlio Morgagni; 3 июня 1879, Форли — 26 июля 1943, Рим) — итальянский журналист, брат другого известного журналиста Тулло, основателя «Джиро д’Италия».

## Биография
Сын страхового агента, и учителя начальной школы, разделяющего идеи Мадзини, после получения диплома коммерческого училища он вместе с отцом в 1897 году переехал в Милан в поисках работы; в 1912 году стал генеральным инспектором Messaggerie Italiane (в котором он ранее был «путешественником»), а в 1918 году женился на Луидже Поццоли (в девичестве Биче), после двенадцати лет помолвки.
Первоначально социалист и профсоюзный деятель, в 1914 году он выступил за вступление Италии в Первую мировую войну. Он начал свою журналистскую деятельность в газете Il Popolo d’Italia, основанную Бенито Муссолини, большим поклонником которой Морганьи всегда являлся: в этот период он часто бывал в доме будущего дуче, и в своих мемуарах Ракеле Гиди описала его как «всегда занятого поиском денег».
Уже в 1919 году, в отчёте, направленном председателю Совета, Морганьи был обозначен как один из главных посредников между Муссолини и французскими политическими кругами, способствовавший финансированию газеты. С 15 ноября 1914 по 1919 год он был административным директором газеты; вскоре после основания Итальянского союза борьбы должность перешла к Арнальдо Муссолини, а Морганьи посвятил себя продвижению. Морганьи утверждал в своих мемуарах, что он был одним из основателей движения; другие источники вместо этого утверждают, что он не участвовал в его основополагающем митинге, но, благодаря вмешательству Муссолини, получил разрешение на включение в почётный список «сансеполькристов».
В Милане он был городским советником (1923—1926) и вице-подеста (1927—1928), а также президентом Комиссии по благоустройству города. Вместе с Арнальдо Муссолини он был соучредителем и директором Rivista illustrata del Popolo d’Italia (1923—1943); основал сельскохозяйственный журнал Natura (1928—1932) вместе с Луиджи Поли. Но больше всего он был известен как президент и генеральный менеджер Агентства Стефани, должность, которую он занимал с 1924 года: под его руководством положение агентства сильно укрепилось, а также вышло на международный уровень, из-за чего Морганьи был объявлен «рупором фашизма».
Благодаря роли, которую сыграло Стефани, положение Морганьи внутри режима всё больше укреплялось, что, очевидно, вызывало враждебность многих герархов партии, возмущавшихся вопиющим превознесением его дуче: например, 16 апреля 1943 года один из столпов фашистского режима Роберто Фариначчи описал Стефани как «агентство личного бизнеса». 12 октября 1939 года он был назначен королевским сенатором на основании 21-го параграфа статьи 33 Альбертинского статута.
25 июля 1943 года по Риму пронеслась новость о том, что Муссолини больше не является главой правительства. Морганьи, друг, поклонник и верный соратник Муссолини, при известии об аресте дуче покончил с собой на своей римской вилле, расположенной на улице Нибби, 20. Прежде чем покончить с собой, он оставил следующее сообщение:
Мой вождь! Раздирающая боль итальянца и фашиста объяла меня! То, что я делаю, не является актом трусости; у меня больше нет сил, у меня больше нет жизни. Более тридцати лет ты, дуче, обладал всей моей преданностью. Моя жизнь была твоей. Я служил тебе когда-то, как друг, я продолжал делать это со страстью последователя, всегда с абсолютной преданностью. Прошу простить меня за то, что я ухожу. Я умираю с твоим именем на устах и с призывом к спасению Италии.Манлио Морганьи
Муссолини узнал о самоубийстве Морганьи только 13 сентября, когда уже был в Германии, куда он был доставлен после того, как был взят немцами в Гран-Сассо.

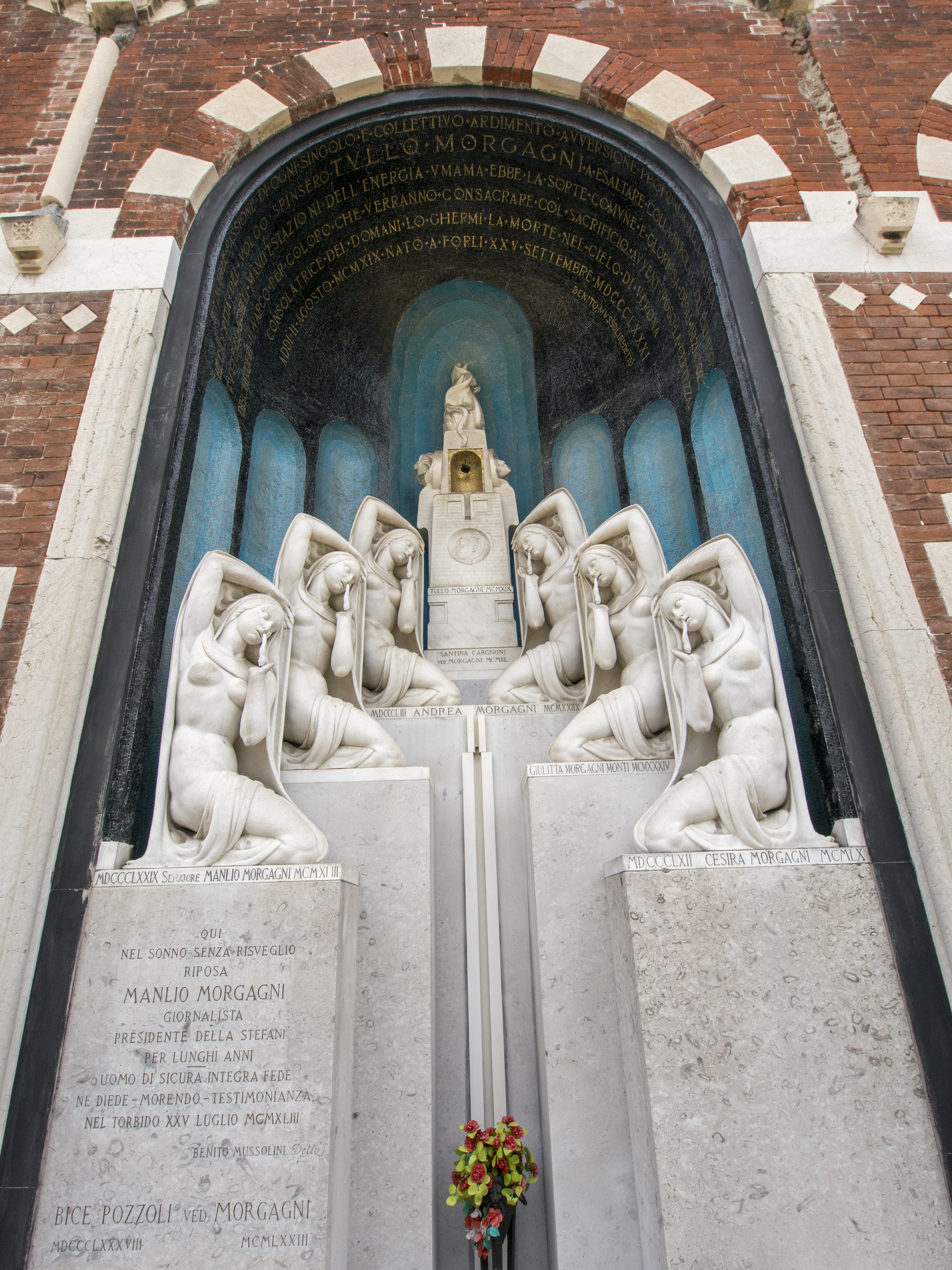
Памятник Морганьи, Монументальное кладбище Милана

На Монументальном кладбище Милана ему и его брату посвящен художественный надгробный памятник, созданный Энцо Бифоли/ Эпиграф на нём продиктован самим Муссолини:
«Здесь / во сне без пробуждения / покоится / Манлио Морганьи / журналист / президент Stefani / в течение многих лет / человек твёрдой чистоты веры / дал — умирая — свидетельство / в смутное XXV июля MCMXLIII»

## Цитата
Моё первое утреннее чтение — свежий выпуск Стефани. Кроме того, я часто и охотно лично встречаюсь с Морганьи.Бенито Муссолини

## Работы
- M. Morgagni, L’agenzia Stefani nella vita nazionale, Alfieri e Lacroix, Milano 1930.
- M. Morgagni, Il Duce in Libia, Alfieri & Lacroix, Milano 1937.

## Награды

### Итальянские награды
- Кавалер Большого креста ордена Короны Италии (24 апреля 1935)
- Великий офицер Ордена Святых Маврикия и Лазаря (11 июня 1936)
- Великий офицер Колониального ордена Звезды Италии
- Крест «За боевые заслуги»
- Медаль «В память итало-австрийской войны 1915-1918 годов»
- Медаль «В память объединения Италии»
- Медаль Победы

### Иностранные награды
- Кавалер Ордена Югославской короны I степени (1939)